# Потеря управления в полёте
Потеря управления в полёте (англ. LOC-I, Loss of control in flight) — авиационный термин, обозначающий авиационное происшествие, в ходе которого самолёт выходит за пределы эксплуатационных рамок, установленные производителем. Потеря управления в полёте является одной из самых частых причин авиакатастроф наряду с столкновением с землёй в управляемом полёте. В период с 2007 по 2016 год количество авиакатастроф из-за потери управления в полёте превышало количество авиакатастроф в результате столкновения с землёй в управляемом полёте на 5 %.

## Терминология
Потеря управления в полёте обозначает ситуацию, когда летательный аппарат выходит за пределы обычных эксплуатационных рамок, в которых летает самолёт в штатной ситуации. Это не всегда означает, что пилоты не могут управлять самолётом, однако, например, выход на закритические углы атаки значительно затрудняет управление самолётом и может привести к её полной потере.
LOC-I также обозначает отсутствие ожидаемого эффекта от действий пилота, неспособность сохранить текущую высоту, скорость и направление, а также необычная резкость действий самолёта от управления.

## Основные причины
Основными причинами LOC-I являются следующие; сложное пространственное положение, переход в сваливание и выход самолёта за пределы эксплуатационных норм по скорости и перегрузкам. Потере управления также могут способствовать такие факторы как ошибки экипажа, плохая видимость, сложные погодные условия, обледенение, срыв пламени в двигателе, пожар на борту, перегруз и многие другие.

### Сложное пространственное положение
Воздушное судно попадает в сложное пространственное когда самолёт кренится в любую сторону более чем на 45 °, опускает нос вниз более чем на 10 ° или же поднимает его более чем на 25 °. Сочетание этих факторов (например, когда самолёт одновременно и пикирует и находится в глубоком крене) вызывает потерю управления, из которой ещё труднее вывести самолёт в штатный полёт.

### Сваливание
Сваливание это режим самолёта при больших углах атаки, в котором характер движения слишком резко изменяется и не соответствует ожидаемому эффекту управления. Сваливание имеет два режима; переход в сваливание и глубокое сваливание. Переход в сваливание обычно происходит когда самолёт ещё не успел достичь критических углов атаки. В кабине, автоматика сообщает пилотам о предстоящей опасности с помощью тряски штурвала, световой или звуковой сигнализации. Во время глубокого сваливания самолёт достигает закритических углов атаки, и из этого режима самолёт почти невозможно вывести стандартными способами.
Для выхода из режима сваливания, самого частого фактора потери управления, пилотам следует отключить автопилот, после чего опустить нос самолёта, или же установить перекладку горизонтального стабилизатора на пикирование. После этого следует убрать интерцепторы и аэродинамические тормоза, а также дать двигателям полную тягу.

## Решения
Чтобы предотвратить аварии и катастрофы произошедшие в результате потери управления, применяются различные меры. В частности, подготовка и инструктаж пилотов становятся более качественными. Также рекомендуется проводить все ремонты и обслуживания самолётов качественно и следуя инструкциям производителя.

## Авиационные происшествия произошедшие из-за LOC-I
Согласно Aviation Safety Network произошло всего 2377 авиационных происшествия из-за потери управления, ещё 40 предположительно также произошли из-за LOC-I. Ниже перечислены крупнейшие авиакатастрофы, произошедшие в результате потери управления в порядке убывания числа жертв:
1. Катастрофа Boeing 747 под Токио — Boeing 747 потерял управление в результате взрывной декомпрессии, отрыва киля самолёта и потери всей гидравлической системы. Из находившихся на борту 524 людей погибли 520[18].
2. Столкновение над Чархи-Дадри — В небе над Чархи-Дадри столкнулись Boeing 747 и Ил-76, в результате чего оба лайнера потеряли управление и разбились. Погибли все находившиеся на обоих бортах 349 человек[19][20].
3. Катастрофа DC-10 под Парижем — McDonnell Douglas DC-10 потерял управление в результате взрывной декомпрессии, вызванной отрывом двери грузового отсека. Погибли все 346 человек на борту[21].
4. Катастрофа Boeing 747 под Корком — Boeing 747 был взорван, что привело к его полному разрушению в воздухе и потери управления. Погибли все 329 на борту[22].
5. Катастрофа Ан-32 в Киншасе - Антонов Ан-32 при вылете из аэропорта Н’Доло был перегружен, что привело к потере управления и выкатывании за пределы взлётно-посадочной полосы, после чего врезался в рынок в Киншасе. Погиб 1 человек на борту и 297 на земле (всего 298 человек).
6. Катастрофа Boeing 777 в Донецкой области - Boeing 777 был сбит ракетой "земля-воздух", выпущенной из ЗРК "Бук", что привело к разрушению в воздухе и полной потере управления и рухнул около села Грабово в Донецкой области, погибли все 298 человек на борту.
7. Катастрофа A300 над Персидским заливом - Airbus A300 был сбит ракетой "земля-воздух", выпущенной с корабля "Vincennes", что привело к полной потере управления. Погибли все 290 человек на борту.
8. Катастрофа DC-10 в Чикаго — McDonnell Douglas DC-10 потерял управления во время взлёта после отрыва двигателя № 1 и рухнул в трейлерный парк недалеко от аэропорта. Погибли все 271 человек на борту, также погибли ещё 2 человека на земле (всего 273 человек).
9. Взрыв Boeing 747 над Локерби - Boeing 747 был взорван, что привело к полному разрушению в воздухе и потере управления. Погибли все 259 человек на борту и 11 человек на земле (всего 270 человек).
10. Катастрофа Boeing 747 над Сахалином — Boeing 747 был сбит ракетой «воздух-воздух» выпущенной с советского истребителя Су-15,что привело к потере управления в результате повреждения гидравлических систем самолёта, и его последующего падения в воду. Погибли все 269 человек на борту[23].